# Prager Straße (Dresden)
De Prager Straße is een straat in de Duitse stad Dresden en verbindt het Dresden Hauptbahnhof met de Altmarkt. De straat werd gebouwd tussen 1851 en 1853 en ontwikkelde zich al snel tot een belangrijke winkelstraat. Na de wederopbouw na de verwoestingen van de Tweede Wereldoorlog is het sinds de jaren 1970 een voetgangersgebied.

## Geschiedenis
In de loop van de industrialisatie waren nieuwe huizen en wegen nodig om de smalle straten van de oude stad te ontlasten. Bewoners klaagden al in 1840 en toen het Böhmische Bahnhof uiteindelijk ten zuiden van het oude stadscentrum werd gebouwd, werd een verbinding tussen het stadscentrum en het treinstation noodzakelijk. Deze verbinding werd tussen 1851 en 1853 aangelegd als Prager Straße. De straat groeide al snel uit tot een winkelstraat met ook veel horeca. Door de ligging en belangrijkheid van de Prager Straße werd het Böhmische Bahnhof uiteindelijk verbouwd en uitgebreid tot het Hauptbahnhof. 
Tijden de Tweede Wereldoorlog werd de straat verwoest. De ruïnes werden gesloopt, behalve Hotel Excelsior, dat uiteindelijk in 1969 ook gesloopt werd. 